# 十七歲的天空
《十七歲的天空》是一部2004年的臺灣同性戀浪漫喜劇電影，由陳映蓉導演。演員有楊祐寧、Duncan、金勤、季宏全、楊竣閔和張大鏞。楊祐寧於本片獲第41届金馬獎最佳新演員。

## 劇情
天真憨直的周小天隻身北上和他的Mr. Right碰面，最後卻落得美夢幻滅，無處可去的小天只好投靠心地善良的國中同學小宇。某天小天在酒吧被外型出色的酷哥白鐵男吸引，小宇卻警告他要遠離這位圈子裡的頭號愛情殺手。面對自己的心意和朋友的告誡，小天該如何踏出戀愛的第一步呢？

## 原聲帶
1. 我想你的快樂是因為我
2. 我們的愛阿
3. 感情線
4. 街角的祝福
5. 親愛的你怎麼不在我身邊
6. 你身邊
7. 褪色
8. 可惜你不在
9. 至少還有你
10. 進行式
11. 缺席
12. 愛，很簡單

## 外部連結
- Yahoo奇摩電影上《十七歲的天空》的資料（繁體中文）
- 開眼電影網上《十七歲的天空》的資料（繁體中文）
- 豆瓣电影上《十七歲的天空》的資料 （简体中文）
- 时光网上《十七歲的天空》的資料（简体中文）
- AllMovie上《十七歲的天空》的资料（英文）
- 爛番茄上《十七歲的天空》的資料（英文）
- 香港影庫上《十七歲的天空》的資料（繁體中文）
- 互联网电影数据库（IMDb）上《十七歲的天空》的资料（英文）